# Callionymus ogilbyi
Callionymus ogilbyi är en fiskart som beskrevs av Hans W. Fricke 2002. Callionymus ogilbyi ingår i släktet Callionymus och familjen sjökocksfiskar. Inga underarter finns listade.